# Eckardroth
Eckardroth ist neben Ahl, Alsberg, Bad Soden, Hausen, Katholisch-Willenroth, Kerbersdorf, Mernes, Romsthal, Salmünster und Wahlert ein Stadtteil von Bad Soden-Salmünster, im osthessischen Main-Kinzig-Kreis.

## Geografie

### Geographische Lage
Eckardroth liegt zwischen den südlichen Ausläufern des Vogelsbergs im Huttengrund, einem rechten nördlichen Seitental des Kinzigtals, am rechten westlichen Ufer der Salz.

### Nachbarorte
Eckardroth ist nach Süden hin mit dem Nachbarort Wahlert zusammengewachsen. Jenseits der Salz nimmt Romsthal die östliche Talseite ein. Weitere Nachbarorte sind Kerbersdorf im Norden sowie Katholisch-Willenroth im Westen.
|                       | Rabenstein                                  | Kerbersdorf |
| Katholisch-Willenroth | Kompassrose, die auf Nachbargemeinden zeigt | Marborn     |
|                       | Wahlert Romsthal, Bad Soden                 |             |

## Geschichte

### Mittelalter
Die älteste erhalten gebliebene urkundliche Erwähnung als Ekharterode weist in das Jahr 1356. Der Name geht auf den Vor- oder Nachnamen Ekhart und auf das roden zurück.

### Neuzeit
Im Mittelalter und bis in die Neuzeit hinein war Eckardroth im Besitz der im Salztal ansässigen Herren von Hutten.

#### Bandenwesen
In der Napoleonischen Zeit, zu Beginn des 19. Jahrhunderts, wurde Eckardroth von umherstreunenden Räuberbanden, den „kochemer Leuten“ gern als Unterschlupf und als Ausgangspunkt zur Flucht ins „Ausland“, das war damals eine der benachbarten Herrschaften, genutzt. Hier, im abgelegenen Salztal war die Handelsstadt Frankfurt mit ihren Messen und Märkten und die Handelsstraße Via Regia doch nicht fern. Gleichzeitig boten die Fuldaer, Hanauer, Isenburger und Mainzer Grenzen sowie die umliegenden Wälder Fluchtmöglichkeiten bzw. sichere Verstecke. Auch weitere, ähnliche Zufluchtsorte, wie Kaltenborn bei Wirtheim, die Ziegelhütte bei Kerbersdorf, der Krugbau bei Steinau, der Sparhof bei Heubach und die Burg bei Gelnhausen lagen am Wege. Entscheidend aber war, dass der örtliche „Amtmann Kees – wahrscheinlich mit wohlwollender Duldung seiner Herrschaft – verstand …, sich durch die Aufnahme von Raubgesellen zu bereichern“. Nachdem Freiherr Friedrich Karl von Hutten, gedrängt durch die hessische Regierung, Amtmann Kees absetzte, fand der Spuk unter seinem Nachfolger, Rullmann ein rasches Ende.

#### Jüdisches Leben
Funde alter Grabsteine am jüdischen Friedhof von Eckardroth belegen die Existenz einer israelitischen Gemeinde im Ort bereits in der Mitte des 18. Jahrhunderts. Die Existenz einer Synagoge besagt auch etwas über die Größe der Gemeinschaft, da Voraussetzungen zur Gründung einer Synagogengemeinde, das Vorhandensein von mindestens zehn männlichen Erwachsenen ist, die die liturgischen Feiern abhalten konnten. Die Synagoge befand sich in einem kleinen Häuschen neben dem Eckardrother Judenfriedhof. „Er war zentraler Friedhof für die umliegenden Gemeinden Eckardroth mit Romsthal, Salmünster (bis zur Anlegung eines eigenen Friedhofes 1923), Ulmbach und andere Orte“.
Als Berufe der Eckardröther Juden werden genannt: Händler, Trödler, Eisen- und Lumpenhändler oder -sammler, Schuhmacher, Zehngebotsschreiber, Lehrer, Synagogenältester, Metzger, Kammmacher, Horndreher und Seifensieder. An anderer Stelle wird Viehmaklerei, geringer Viehhandel, Trödelmarkt, Altwaren- und Hausierhandel genannt. Die Eckardröther Juden galten als vermögend.
Die Industrialisierung am Ende des 19. und Anfang des 20. Jahrhunderts führte zur schrittweisen Abwanderung der jüdischen Bevölkerung in die nahen Städte (siehe Salmünster) oder auch in die Ballungszentren wie Frankfurt. „Da bereits 1925 keine Juden mehr im Dorf lebten, war das Gebäude (die Synagoge) in anderen Besitz gelangt und vor oder zu Beginn des Zweiten Weitkrieges [sic] […] abgebrochen worden“. 1940 wurde auch der Friedhof aufgelassen und von der Gemeinde Eckardroth an einen Privatmann verkauft. „Der neue Besitzer ließ den Friedhof nicht abräumen und bewahrte ihn vor der Zerstörung. Es sind 159 Grabsteine erhalten“, „deren älteste aus dem 18. Jahrhundert stammen“.

### Gebietsreform
Im Vorfeld der Gebietsreform in Hessen wurde die Gemeinde Eckardroth im Landkreis Schlüchtern am 1. April 1972 in die Stadt Bad Soden eingegliedert. Am 1. Juli 1974 wurde Bad Soden mit der Stadt Salmünster kraft Landesgesetz zur neuen Stadt Bad Soden-Salmünster zusammengeschlossen und wechselte zeitgleich in den neu gebildeten Main-Kinzig-Kreis.

## Politik

### Ortsbeirat
Für den Huttengrund, bestehend aus den Stadtteilen Romsthal, Eckardroth und Wahlert, der Gemeinde Bad Soden-Salmünster, wurde 2021 ein erster gemeinsamer Ortsbezirk, mit Ortsbeirat und Ortsvorsteher eingerichtet. Im Ortsbeirat sind die CDU (4 Sitze) und die GWL (3 Sitze) vertreten. Ortsvorsteher ist Heinrich Hausmann (CDU).

### Einwohnerentwicklung
| • 1812: | 34 Feuerstellen mit 447 Einwohnern |

| Eckardroth: Einwohnerzahlen von 1812 bis 1970 | Eckardroth: Einwohnerzahlen von 1812 bis 1970 | Eckardroth: Einwohnerzahlen von 1812 bis 1970 | Eckardroth: Einwohnerzahlen von 1812 bis 1970 | Eckardroth: Einwohnerzahlen von 1812 bis 1970 |
| --- | --------------------------------------------- | --------------------------------------------- | --------------------------------------------- | --------------------------------------------- |
| Jahr |                                               |                                               |                                               | Einwohner                                     |
| 1812 | 1812                                          |                                               | 447                                           | 447                                           |
| 1834 | 1834                                          |                                               | 640                                           | 640                                           |
| 1840 | 1840                                          |                                               | 683                                           | 683                                           |
| 1846 | 1846                                          |                                               | 626                                           | 626                                           |
| 1852 | 1852                                          |                                               | 507                                           | 507                                           |
| 1858 | 1858                                          |                                               | 550                                           | 550                                           |
| 1864 | 1864                                          |                                               | 563                                           | 563                                           |
| 1871 | 1871                                          |                                               | 471                                           | 471                                           |
| 1875 | 1875                                          |                                               | 507                                           | 507                                           |
| 1885 | 1885                                          |                                               | 436                                           | 436                                           |
| 1895 | 1895                                          |                                               | 417                                           | 417                                           |
| 1905 | 1905                                          |                                               | 384                                           | 384                                           |
| 1910 | 1910                                          |                                               | 404                                           | 404                                           |
| 1925 | 1925                                          |                                               | 412                                           | 412                                           |
| 1939 | 1939                                          |                                               | 408                                           | 408                                           |
| 1946 | 1946                                          |                                               | 557                                           | 557                                           |
| 1950 | 1950                                          |                                               | 548                                           | 548                                           |
| 1956 | 1956                                          |                                               | 536                                           | 536                                           |
| 1961 | 1961                                          |                                               | 520                                           | 520                                           |
| 1967 | 1967                                          |                                               | 533                                           | 533                                           |
| 1970 | 1970                                          |                                               | 532                                           | 532                                           |
| Datenquelle: Historisches Gemeindeverzeichnis für Hessen: Die Bevölkerung der Gemeinden 1834 bis 1967. Wiesbaden: Hessisches Statistisches Landesamt, 1968. Weitere Quellen: |                                               |                                               |                                               |                                               |

### Religionszugehörigkeit
Quelle: Historisches Ortslexikon
| • 1885: | 06 evangelische (= 1,38 %), 391 katholische (= 89,68 %), 39 jüdische (= 8,94 %) Einwohner |
| • 1961: | 48 evangelische (= 9,23 %), 471 katholische (= 90,58 %) Einwohner                         |

## Verkehr und Infrastruktur

### Verkehrsanbindung

#### Straße
Für den überörtlichen Verkehr wird Eckardroth durch die Landesstraße L 3196 erschlossen, die zu den benachbarten Stadtteilen Romsthal und Katholisch-Willenroth führt. Im Ortskern zweigt die Kreisstraße K 950 nach Wahlert ab. Der nächste Autobahnanschluss ist (AS 46) Bad Soden-Salmünster an der A 66 (Frankfurt–Fulda).

#### Bahn
Der nächste Bahnhof befindet sich in Salmünster an der Bahnstrecke Fulda–Frankfurt. Hier verkehrt die Regionalexpress, im Bereich Fulda–Frankfurt im Stundentakt. Der nächste behindertengerecht ausgebaute Bahnhof ist der Bahnhof Wächtersbach.

### Nahverkehr
Ganzjährig verkehren in Bad Soden-Salmünster mehrere Buslinien des  KVG. Sie schaffen z. B. mit der Linie MKK-72 öffentlichen Verkehrsanschluss zum Huttengrund, zu allen Ortsteilen der Gemeinde Bad Soden-Salmünster, aber auch zu den nahen Gemeinden, Bad Orb, Biebergemünd, Brachttal, Jossgrund, Schlüchtern, Steinau und Wächtersbach. Es gilt der Tarif des Rhein-Main-Verkehrsverbundes.

### Freiwillige Feuerwehr Huttengrund
Die Freiwillige Feuerwehr Huttengrund umfasst die Ortsteile Eckardroth, Romsthal und Wahlert. Ihr Aufbau erfolgte in mehreren Etappen. Schon lange vor der Gemeindereform schlossen sich am 18. Juli 1950, die drei im Huttengrund liegenden Gemeinden zum Löschverband Romsthal-Wahlert-Eckardroth zusammen. Am 30. Juli 1964 kam es dann zur Gründung der Freiwilligen Feuerwehr. Gleichzeitig wurde die Jugendfeuerwehr gegründet. 1989 begann der Neubau eines Feuerwehrhauses zwischen Wahlert und Eckardroth.
Die Personalstärke der Einsatzabteilung beträgt heute 54 Personen, die der Jugendfeuerwehr 19 Personen.
Die Einsatz- und Gefahrenschwerpunkte sind:
- GABC (Gefahren atomarer, biologischer oder chemischer Art),
- Absturzsicherung,
- Kurkliniken,
- Hochwasserschutz (Sandsackfüllmaschine, Schmutzpumpen)[13].

Die Feuerwehr nimmt regelmäßig an diversen Wettbewerben teil: „Letztes Highlight war z. B. die Qualifikation und erfolgreiche Teilnahme an der Feuerwehr-Olympiade des Weltfeuerwehrverbandes CTIF in Villach/Österreich 2017“. Die Jugendfeuerwehr Huttengrund wurde 2016 erneut Stadtmeister von Bad Soden-Salmünster, Salmünster wurde Vize-Stadtmeister.
Die Feuerwehr nimmt auch lebhaft am gesellschaftlichen Leben teil. Bestes Beispiel sind die regelmäßig stattfindenden Faschingssitzungen.

## Kultur und Sehenswürdigkeiten

### Schule
Die Kinder werden im benachbarten Romsthal eingeschult. Seit dem 1. August 2015 ist es die Verbundschule Romsthal-Kerbersdorf. In Salmünster befindet sich mit der Henry-Harnischfeger-Schule eine integrierte Gesamtschule, die für das gesamte Umland zuständig ist.
Andere, weiterführende Schulen sind die Friedrich-August-Genth-Schule, eine (Kooperative Gesamtschule) in Wächtersbach und das Grimmelshausen-Gymnasium in Gelnhausen.

### Gebäude und Einrichtungen
- Jüdischer Friedhof[6]

### Vereine
- SG 1978 Huttengrund Fußballverein
- Reitsportgemeinschaft Huttengrund e. V.
- Ski- und Wanderclub Huttengrund 1986 e. V.